# Herb Głogowa
Herb Głogowa – jeden z symboli miasta Głogów w postaci herbu.

## Wygląd i symbolika
Herb wyobraża tarczę dzieloną w krzyż prosty na cztery pola, z małą centralną tarczą, na której pośrodku widnieje złoty inicjał „G” na czerwonym tle.
Pierwsze pole tarczy jest niebieskie i przedstawia Madonnę w koronie trzymającą berło i Dzieciątko stojąc na srebrnym półksiężycu. Całość otoczona mandorlą promienistą koloru złotego.
W drugim polu znajduje się na złotym tle śląski czarny orzeł bez korony, z rozpostartymi skrzydłami. W poprzek na piersi orła widnieje srebrna przepaska (Brustspange, perizonium), na nim krzyż.
Trzecie pole czerwone, na nim czarny łeb bawołu (byka) zwrócony do przodu.
Czwarte pole niebieskie, na nim kruk siedzący na złotej gałęzi z trzema sękami. Kruk skierowany do wewnątrz.

## Historia
Postać Madonny pojawiła się na pieczęciach miejskich Głogowa już od 1326 r. Madonna jest patronką kolegiaty – najstarszej głogowskiej świątyni. Wizerunek kruka pojawił się na pieczęci miejskiej miasta 17 marca 1490. Kruk siedzący na srebrnej gałęzi to godło rodu Korwinów, którzy panowali w Głogowie. W XV wieku herb podarowali miastu. Czarny orzeł bez korony to orzeł Piastów Śląskich.  Orzeł był symbolem uniwersalnym i bardzo popularnym wówczas bowiem symbolizował sobą siłę, odwagę, mądrość i sprawiedliwość. Motyw z bykiem był wielokrotnie przedstawiany na monetach bitych w mennicy głogowskiej. Głowa byka była godłem królewskiego starosty księstwa głogowskiego Hansa von Loos, który sprawował również nadzór nad mennicą miejską.
W okresie od 18 sierpnia 1939 do 1945 używano herbu wzorowanego na najstarszej znanej pieczęci miasta: mur blankowany z postacią trębacza między dwiema basztami, z orłem piastów dolnośląskich w bramie. Podobny wzór, opracowany przez Mariana Haisiga, zatwierdzono na sesji Miejskiej Rady Narodowej 12 czerwca 1966 i używano go do 1990 roku.

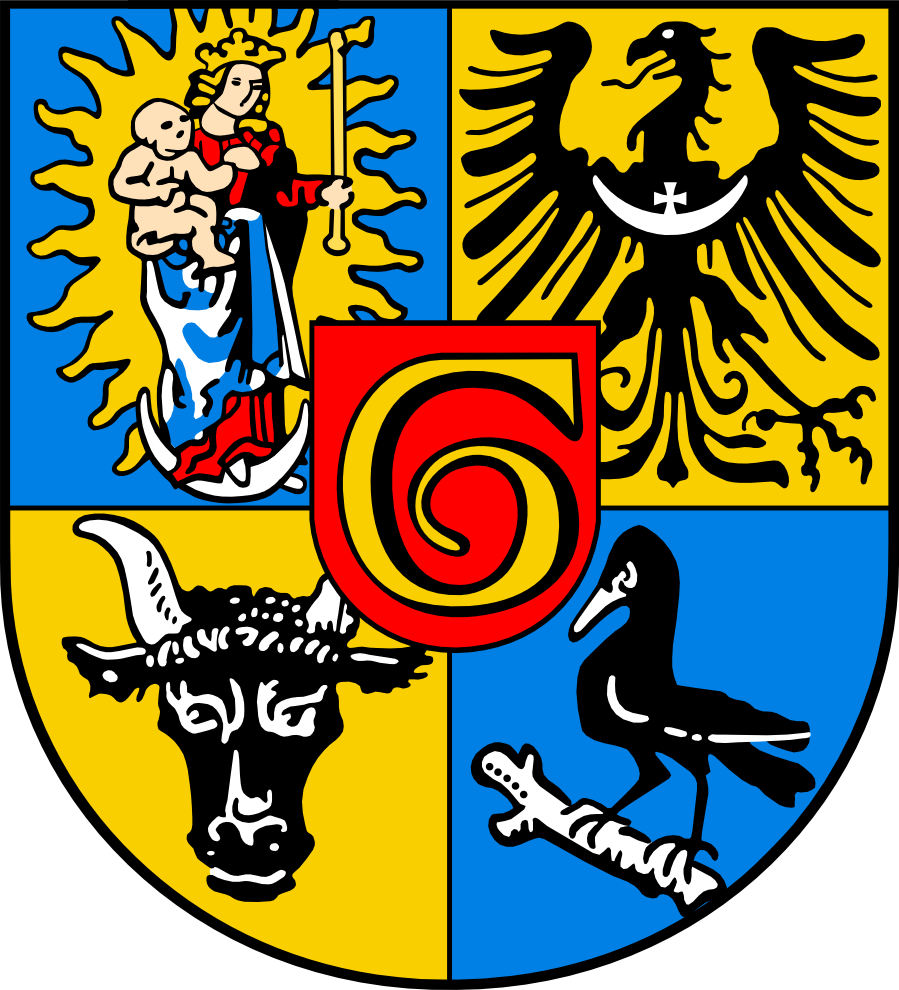
Herb Głogowa używany do 1939 roku
Herb Głogowa w latach 1966-1990
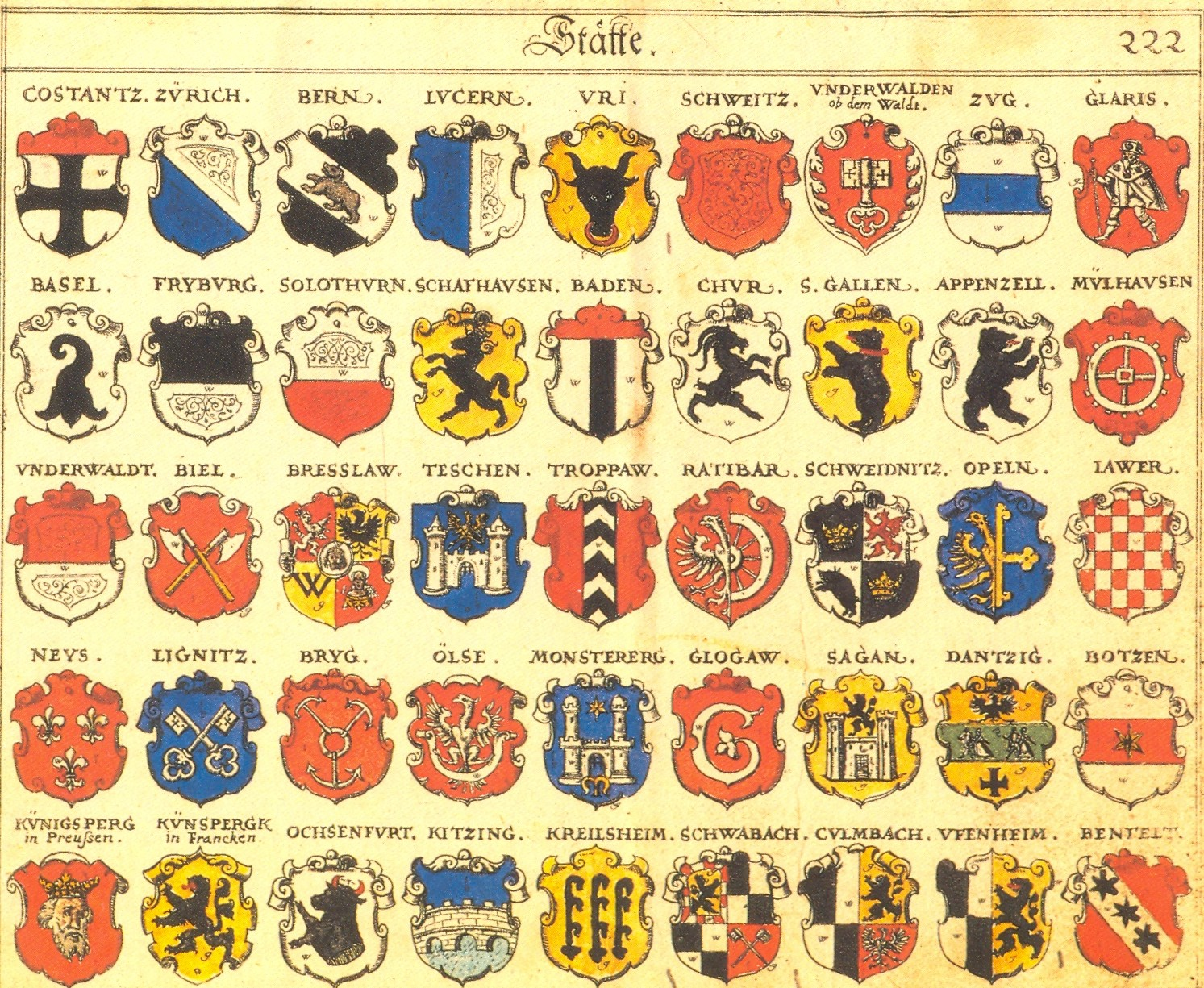
Herb Głogowa w herbarzu Johanna Siebmachera (szósty z lewej w czwartym rzędzie)

## Flaga Głogowa
- flaga Głogowa